# Вешников, Гавриил Григорьевич
Вешников Гавриил Григорьевич (псевдоним — Баал Хабырыыс, 15 апреля 1918 — 22 апреля 1969) — якутский советский поэт. Друг поэта Н. Глазкова.

## Биография
Родился в 1918 году в 1-м Курбсахском наслеге Якутской области РСФСР в семье бедняка. Окончил Якутский педагогический институт. Работал учителем якутской литературы в школах.
Первое его стихотворение «Красная лента» было напечатано в 1938 году в «Альманахе молодых писателей». Первый сборник стихов вышел в 1945 году. Член Союза писателей СССР с 1949 года.
На русский язык стихи поэта переводили Александр Никифоров и Николай Глазков.
Умер в 1969 году в Москве, похоронен в Якутске.
Был награждён орденом «Знак почёта», медалью.

### Дружба с Николаем Глазковым
Баал Хабырыыс был первым якутом с которым познакомился поэт Николай Глазков, затем много переводивший якутских поэтов. Баал Хабырыыс лечился в одном подмосковском санатории с матерью Глазкова, где и произошла встреча поэтов, подружившая их на всю жизнь.
Николай Глазков был первым переводчиком стихов поэта на русский язык, перевёл четыре из шести сборников поэта.
Известно, что перед изданием сборника «Дети тайги» 1964 года, поэту понравились все переводы Глазкова, кроме стихотворения «Снегири»: слово туллуктар, настаивал поэт, переводится как пуночки, а не снегири, и это по словам поэта было «Совсем не все равно!». Ради перевода поэт согласился изменить в переводе слово март на май — пуночки появляются в Якутии в марте, а снегири в мае. Однако, в оригинале это стихотворение про пуночек, а эти птицы, являясь популярным фольклорным персонажем у северных народов, которые пуночками называют красивых женщин.

## Творчество
Много писал стихов для детей, которые были изданы в сборниках «Маленьким друзьям» (1948), «Вырастут людьми настоящими» (1966).
Перевёл на якутский язык поэму «Мороз, Красный нос» и стихотворение «Школьник» Н. А. Некрасова.
Признание получил сборник «До5ордоьуу тойуга» («Песня дружбы», 1954), где в поэме «Песнь бессмертия» воспет подвиг Юлиуса Фучика. Также писал об активистах антивоенного движения 1950-х годов Раймонде Дьен, Поле Робсоне, Назыме Хикмете.
Наиболее известное произведение поэта — поэма «Новая песнь о Лорелее», написанная в 1950 году на создание блока НАТО и назначение Председателем его Военного комитета американского генерала, обличающая американо-английских поджигателей войны, призывалющая к борьбе за мир во всем мире:

Но из США бизнесмены хотят Лорелею взорвать
И воды спокойного Рейна над грудой развалин поднять.
И Бредли, начальник генштаба, своим подчинённым велит:
- Под эту «скалистую бабу» подложите вы динамит!— из поэмы «Новая песнь о Лорелее» (перевод Николая Глазкова)
«Новая песнь о Лорелее» стала первым произведением поэта переведённым на русский язык. Перевод был выполнен Николем Глазковым и опубликован в 1953 году в Якутске в областном литературно-художественном сборнике «Родной Край», при этом Глазковым в текст был вставлен в переводе с немецкого полный текст «Лорелеи» Генриха Гейне, которого в оригинале у Баал Хабарыыса не было.
Одно из стихотворений поэта было положено на мелодию В. Андросова и стало песней.
Первый сборник стихов вышедший в переводе не русский язык «Разговор по душам» был тепло принят критикой, журнал «Сибирские огни» писал: «искренностью и радущеем веет от этой книжки».
Много стихотворений поэта посвящено России и Москве, так в стихотворении «У нас в Москве» поэтически воссозданы чувства к своей большой Родине — герою, хотя он и не живёт в столице, приятно говорить «у нас в Москве», и он отстаивает своё право зваться москвичом. В стихотворении «Русская земля» поэт говорил о чувстве дружбы и общности советских народов:

Баал Хабырыыс в русский природе, в русском крестьянине находит очень много родственного, близкого якутам, якутской природе.— литературовед, специалист по якутской поэзии Сибирского отделения АН СССР Николай Захарович Копырин